# (18092) Reinhold
(18092) Reinhold (2000 KR29) – planetoida z pasa głównego asteroid okrążająca Słońce w ciągu 4,79 lat w średniej odległości 2,84 j.a. Odkryta 28 maja 2000 roku.